# 광산문화예술회관
광산문화예술회관은 광주광역시 광산구 광산로68번길 13에 있는 문화 예술 공연장이다.

## 연혁
- 2002년 10월 8일 개관.